# Associação Atlética Ponte Preta
L'Associação Atlética Ponte Preta, noto anche semplicemente come Ponte Preta, è una società calcistica brasiliana con sede nella città di Campinas, nello stato di San Paolo.

## Storia
L'Associação Atlética Ponte Preta (fondata come "Associação Athletica Ponte Preta" per via del modo di scrivere dell'epoca) nacque nel 1900, grazie ad alcuni studenti del Colégio Culto à Ciência, che giocavano a calcio nel quartiere di Ponte Preta, ed era quindi la squadra più antica attiva nello stato di San Paolo e il secondo club più antico del Brasile.
I fondatori del club quell'11 agosto 1900 furono: Miguel do Carmo, Luiz Garibaldi Burghi, Antonio Oliveira (il Tonico Campeão), Alberto Aranha, Dante Pera, Zico Vieira e Pedro Vieira da Silva (1º presidente della storia del club). La Ponte Preta è storicamente importante per aver incluso, già nel 1900, un calciatore nero, Miguel do Carmo. In un periodo in cui la discriminazione razziale era diffusa nello sport, questo gesto rappresentò un esempio di inclusione, rendendo la società una delle prime al mondo a farlo.
Nel 1910 esistevano a Campinas le seguenti squadre di calcio: Gymnasio A.C., A.A. Ponte Preta, Americano F.C., Mogyana A.A., London F.C., A.A Campineira, S.C. Operário e A.S. Alla fine del decennio, l'unico club a continuare la sua traiettoria nel mondo del calcio fu il Ponte Preta.
Nel 1912, Ponte, insieme ad altri sei club, decise di creare la Liga Operária de Foot-Ball Campineira, promuovendo il “2º Campionato di calcio Campineiro”, che aveva come campione l'Associação Athletica Ponte Preta, battendo il Guarany Futebol Clube in la prima grande decisione del Dérbi Campineiro, uno dei classici più conosciuti del paese. Il 28 febbraio 1935, in una riunione presso la residenza dell'allora presidente del Ponte Dr. Francisco Ursaia, nacque la definitiva Liga Campineira de Futebol.
La Ponte Preta ha partecipato a diverse edizioni del Campeonato Brasileiro Série A, ottenendo il 3º posto nel 1981, e alla Coppa del Brasile, dove raggiunse la semifinale nel 2001, chiudendo al terzo posto. Nel 2013, il club fu finalista della Coppa Sudamericana contro il Lanús (Argentina).

## Stadio
Lo stadio del club è l'Estádio Moisés Lucarelli, inaugurato nel 1948. Conosciuto come "Majestoso", ha una capacità attuale di circa 19.700 posti. Fu costruito grazie agli sforzi della comunità locale e all'impegno del dirigente Moisés Lucarelli.

## Tifoseria
La Torcida Jovem da Ponte è il principale gruppo organizzato di tifosi del Ponte Preta, fondato nel 1969. La tifoseria è nota per il suo sostegno appassionato. Ricerche indicano che la Ponte Preta ha la più grande base di tifosi a Campinas.

## Organico

### Rosa 2020
| N. |                    | Ruolo | Calciatore         |
| -- | ------------------ | ----- | ------------------ |
| 1  | Brasile (bandiera) | P     | Ivan (capitano)    |
| 3  | Brasile (bandiera) | D     | Luizão             |
| 4  | Brasile (bandiera) | D     | Ruan Renato        |
| 5  | Brasile (bandiera) | C     | Dawhan             |
| 6  | Brasile (bandiera) | D     | Guilherme Lazaroni |
| 7  | Brasile (bandiera) | C     | Neto Moura         |
| 8  | Brasile (bandiera) | C     | Bruno Reis         |
| 9  | Brasile (bandiera) | A     | Matheus Peixoto    |
| 10 | Brasile (bandiera) | C     | Camilo             |
| 11 | Brasile (bandiera) | A     | Bruno Rodrigues    |
| 12 | Brasile (bandiera) | P     | Ygor Vinhas        |
| 14 | Brasile (bandiera) | C     | Ernandes           |
| 15 | Brasile (bandiera) | A     | Luan Dias          |
| 16 | Brasile (bandiera) | D     | Yuri               |
| 17 | Brasile (bandiera) | C     | Luís Oyama         |
| 18 | Brasile (bandiera) | C     | Danrley            |
| 19 | Brasile (bandiera) | A     | Guilherme Pato     |
| 20 | Brasile (bandiera) | C     | Vinicius Zanocelo  |

| N. |                    | Ruolo | Calciatore          |
| -- | ------------------ | ----- | ------------------- |
| 22 | Brasile (bandiera) | D     | Apodi               |
| 23 | Brasile (bandiera) | D     | Alisson             |
| 25 | Brasile (bandiera) | C     | Vander              |
| 26 | Brasile (bandiera) | D     | Léo                 |
| 27 | Senegal (bandiera) | A     | Papa Faye           |
| 29 | Brasile (bandiera) | A     | João Veras          |
| 30 | Brasile (bandiera) | P     | Guilherme           |
| 33 | Brasile (bandiera) | A     | Wanderley           |
| 34 | Brasile (bandiera) | D     | Wellington Carvalho |
| 44 | Brasile (bandiera) | D     | Rayan               |
| 50 | Brasile (bandiera) | D     | Cléber              |
| 71 | Brasile (bandiera) | D     | Léo Pereira         |
| 75 | Brasile (bandiera) | C     | Barreto             |
| 99 | Brasile (bandiera) | A     | Tiago Orobó         |
|    | Brasile (bandiera) | D     | Maílton             |
|    | Brasile (bandiera) | P     | Luan Ribeiro        |
|    | Brasile (bandiera) | D     | Guilherme Santos    |

### Rosa 2017
| N. |                       | Ruolo | Calciatore      |
| -- | --------------------- | ----- | --------------- |
|    | Brasile (bandiera)    | P     | Aranha          |
|    | Brasile (bandiera)    | P     | Ivan            |
|    | Brasile (bandiera)    | P     | João Carlos     |
|    | Brasile (bandiera)    | D     | Fábio Ferreira  |
|    | Brasile (bandiera)    | D     | Kadu            |
|    | Brasile (bandiera)    | D     | Luan Peres      |
|    | Brasile (bandiera)    | D     | Marllon         |
|    | Brasile (bandiera)    | D     | Rodrigo         |
|    | Brasile (bandiera)    | D     | Reynaldo        |
|    | Brasile (bandiera)    | D     | Yago            |
|    | Brasile (bandiera)    | D     | Artur           |
|    | Brasile (bandiera)    | D     | Danilo Barcelos |
|    | Brasile (bandiera)    | D     | Emerson         |
|    | Brasile (bandiera)    | D     | Fernandinho     |
|    | Brasile (bandiera)    | D     | Jeferson        |
|    | Brasile (bandiera)    | D     | Nino Paraíba    |
|    | Brasile (bandiera)    | C     | Elton           |
|    | Portogallo (bandiera) | C     | Fábio Braga     |

| N. |                     | Ruolo | Calciatore     |
| -- | ------------------- | ----- | -------------- |
|    | Brasile (bandiera)  | C     | Fernando Bob   |
|    | Brasile (bandiera)  | C     | Jádson         |
|    | Brasile (bandiera)  | C     | João Vitor     |
|    | Brasile (bandiera)  | C     | Naldo          |
|    | Brasile (bandiera)  | C     | Wendel         |
|    | Brasile (bandiera)  | C     | Felipe Saraiva |
|    | Brasile (bandiera)  | C     | Jean Patrick   |
|    | Paraguay (bandiera) | C     | Jorge Mendoza  |
|    | Brasile (bandiera)  | C     | Maranhão       |
|    | Brasile (bandiera)  | C     | Renato Cajá    |
|    | Bolivia (bandiera)  | A     | Luis Alí       |
|    | Brasile (bandiera)  | A     | Claudinho      |
|    | Qatar (bandiera)    | A     | Emerson        |
|    | Brasile (bandiera)  | A     | Léo Artur      |
|    | Brasile (bandiera)  | A     | Léo Gamalho    |
|    | Brasile (bandiera)  | A     | Lucca          |
|    | Brasile (bandiera)  | A     | Yuri           |

### Rosa 2014
| N. |                    | Ruolo | Calciatore     |
| -- | ------------------ | ----- | -------------- |
| 1  | Brasile (bandiera) | P     | Roberto        |
| 2  | Brasile (bandiera) | D     | Magal          |
| 3  | Brasile (bandiera) | D     | César          |
| 4  | Brasile (bandiera) | D     | Diego Sacoman  |
| 5  | Brasile (bandiera) | C     | Elizeu         |
| 6  | Brasile (bandiera) | D     | Leonardo Moura |
| 7  | Brasile (bandiera) | A     | Edno           |
| 8  | Brasile (bandiera) | C     | Fernando Bob   |
| 9  | Brasile (bandiera) | A     | Alexsandro     |
| 10 | Brasile (bandiera) | C     | Adrianinho     |
| 11 | Brasile (bandiera) | C     | Elton          |
| 12 | Brasile (bandiera) | P     | Daniel         |
| 13 | Brasile (bandiera) | A     | Ademir         |
| 14 | Brasile (bandiera) | C     | Léo Cittadini  |
| 15 | Brasile (bandiera) | C     | Bida           |
| 16 | Brasile (bandiera) | D     | Neílson        |

| N. |                    | Ruolo | Calciatore     |
| -- | ------------------ | ----- | -------------- |
| 17 | Brasile (bandiera) | C     | Alef           |
| 19 | Brasile (bandiera) | D     | Raphael        |
| 20 | Brasile (bandiera) | C     | Matheus Olavo  |
| 22 | Brasile (bandiera) | D     | Luan           |
| 23 | Brasile (bandiera) | D     | Junio          |
| 24 | Brasile (bandiera) | C     | Adilson Goiano |
| 25 | Brasile (bandiera) | A     | Ademir         |
| 28 | Brasile (bandiera) | A     | Jonathan Cafú  |
| 29 | Brasile (bandiera) | A     | Rossi          |
| 30 | Brasile (bandiera) | P     | Camilo         |
| 36 | Brasile (bandiera) | C     | Baianinho      |
| 38 | Brasile (bandiera) | D     | Daniel Borges  |
| 39 | Brasile (bandiera) | C     | Lucas Patinho  |
| 77 | Brasile (bandiera) | A     | Antônio Flávio |
|    | Brasile (bandiera) | A     | Rafael Ratão   |

### Rosa 2013
| N. |                    | Ruolo | Calciatore     |
| -- | ------------------ | ----- | -------------- |
| 1  | Brasile (bandiera) | P     | Roberto        |
| 2  | Brasile (bandiera) | D     | Artur          |
| 3  | Brasile (bandiera) | D     | César          |
| 4  | Brasile (bandiera) | D     | Diego Sacoman  |
| 5  | Brasile (bandiera) | C     | Baraka         |
| 6  | Brasile (bandiera) | D     | Uendel         |
| 7  | Brasile (bandiera) | A     | Rildo          |
| 8  | Brasile (bandiera) | C     | Fernando Bob   |
| 9  | Brasile (bandiera) | A     | William        |
| 10 | Perù (bandiera)    | C     | Luis Ramírez   |
| 11 | Brasile (bandiera) | C     | Chiquinho      |
| 12 | Brasile (bandiera) | P     | Daniel         |
| 13 | Brasile (bandiera) | D     | Régis          |
| 14 | Perù (bandiera)    | D     | Luis Advíncula |
| 15 | Brasile (bandiera) | D     | Rodrigo Biro   |

| N. |                      | Ruolo | Calciatore      |
| -- | -------------------- | ----- | --------------- |
| 16 | Brasile (bandiera)   | D     | Ferron          |
| 17 | Brasile (bandiera)   | D     | Betão           |
| 18 | Brasile (bandiera)   | C     | Alef            |
| 19 | Brasile (bandiera)   | D     | Raphael         |
| 20 | Brasile (bandiera)   | C     | Magal           |
| 21 | Brasile (bandiera)   | C     | Ferrugem        |
| 22 | Brasile (bandiera)   | C     | Fernando        |
| 23 | Brasile (bandiera)   | C     | Rafinha         |
| 24 | Brasile (bandiera)   | P     | Édson Bastos    |
| 25 | Brasile (bandiera)   | C     | Adrianinho      |
| 26 | Argentina (bandiera) | C     | Brian Sarmiento |
| 27 | Brasile (bandiera)   | A     | Dennis          |
| 28 | Brasile (bandiera)   | A     | Éverton Santos  |
| 29 | Brasile (bandiera)   | C     | Paulo Roberto   |
| 30 | Brasile (bandiera)   | C     | Giovanni        |

## Palmarès

### Competizioni statali
- Campeonato Paulista Série A2: 4

1927, 1933, 1969, 2023
- Campionato Campineiro: 11

1912, 1931, 1935, 1936, 1937, 1940, 1944, 1947, 1948, 1951, 1954

### Competizioni giovanili
- Copa São Paulo de Futebol Junior: 2

1981, 1982

### Altri piazzamenti
- Campionato brasiliano:

Terzo posto: 1981
- Campeonato Brasileiro Série B:

Secondo posto: 1997, 2014
Terzo posto: 1971, 1988, 2011
- Coppa del Brasile:

Semifinalista: 2001
- Campionato paulista:

Secondo posto/Finalista: 1927, 1970, 1977, 1979, 1981, 2008, 2017
Terzo posto: 1970
Semifinalista: 1980, 2001, 2010, 2012
- Coppa Sudamericana:

Finalista: 2013